# 水文地理学

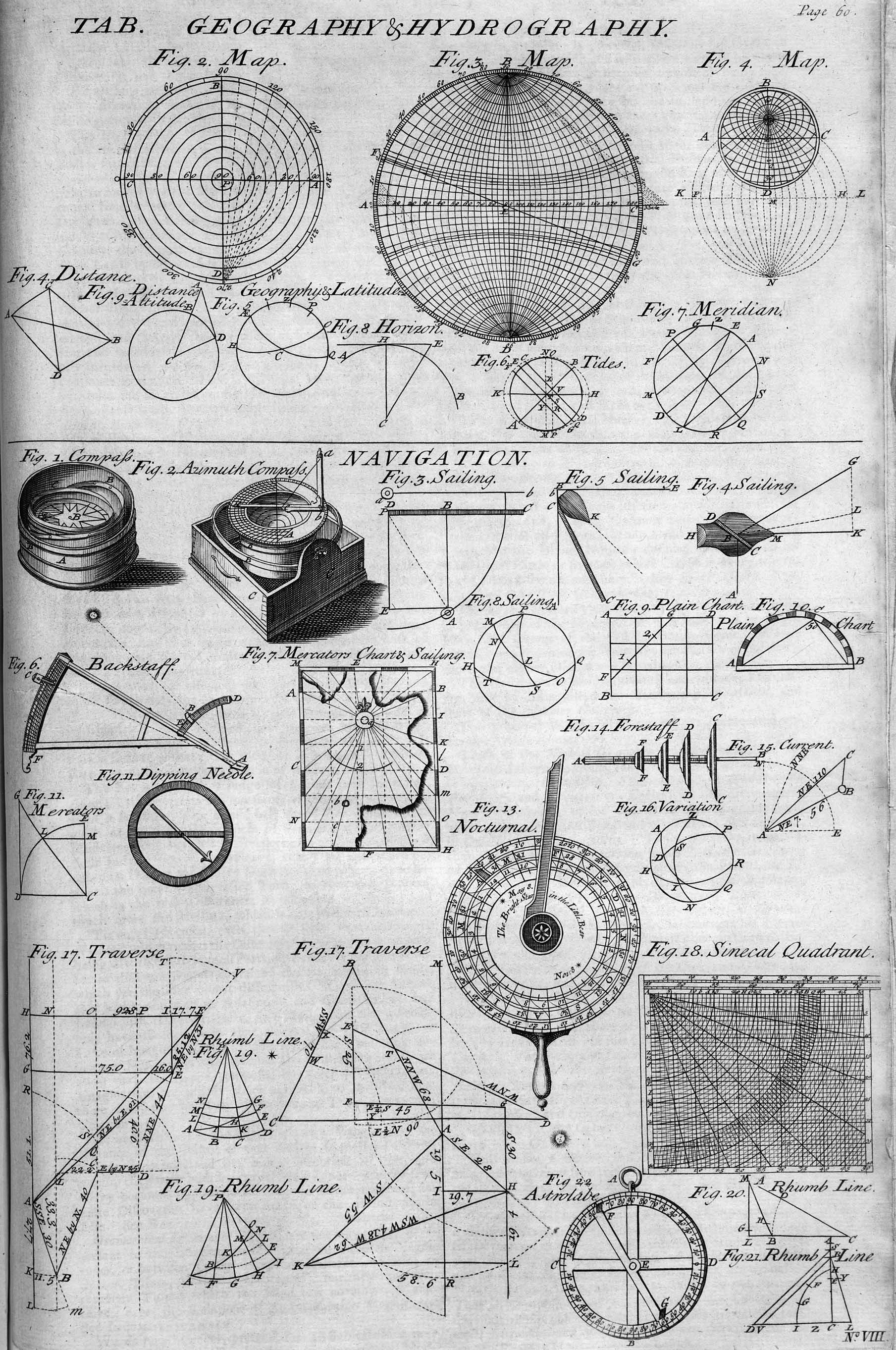
用來研習水文地理的圖表

水文地理学是研究水的性质、分布、循环、运动变化规律及其与地理环境、人类社会之间相互关系的科学。地球表层的水，经过约35亿年的积聚和演变，逐渐形成了今天的水圈。水圈中的水广泛渗透于地球表面的岩石圈和大气圈，积极参与地表的各种物理、化学过程，不仅改变了岩石圈的面貌，也使大气圈的大气现象变得复杂多样，而且导致生物圈的出现，从而水又积极参与地表的生物过程。水对地理环境和生态系统的形成与演化具有重大的影响。